# Élections municipales saoudiennes de 2011
Pour des articles plus généraux, voir Élections en Arabie saoudite et Politique en Arabie saoudite.
Les élections municipales saoudiennes de 2011, prévues tout d'abord le 31 octobre 2009, se sont déroulées le 29 septembre 2011 (avec une semaine de retard par rapport à la date initialement prévue du 22 septembre). Les femmes n'ont pas le droit de vote à ces élections,. Pendant ces élections, les femmes font campagne pour obtenir le droit de vote aux élections officielles et envisagent de créer leurs propres conseils municipaux. Le 25 septembre 2011, elles obtiennent finalement le droit de vote aux élections mais à partir de 2015.

## Contexte
Les élections étaient prévues initialement le 31 octobre 2009 mais les autorités gouvernementales ont estimé qu'un délai était nécessaire pour « agrandir l'électorat et étudier la possibilité d'autoriser les femmes à voter ». Les 22 et 23 mars 2011, les autorités annoncent que les élections se tiendront le 22 septembre 2011. Pour l'agence Associated Press, l'annonce du report des élections « coïncide avec les protestations saoudiennes de 2011 qui découlent de la vague de troubles politiques dans le monde arabe ».
La moitié des membres des conseils municipaux est élue et l'autre moitié est désignée,.